# بوسلبورن

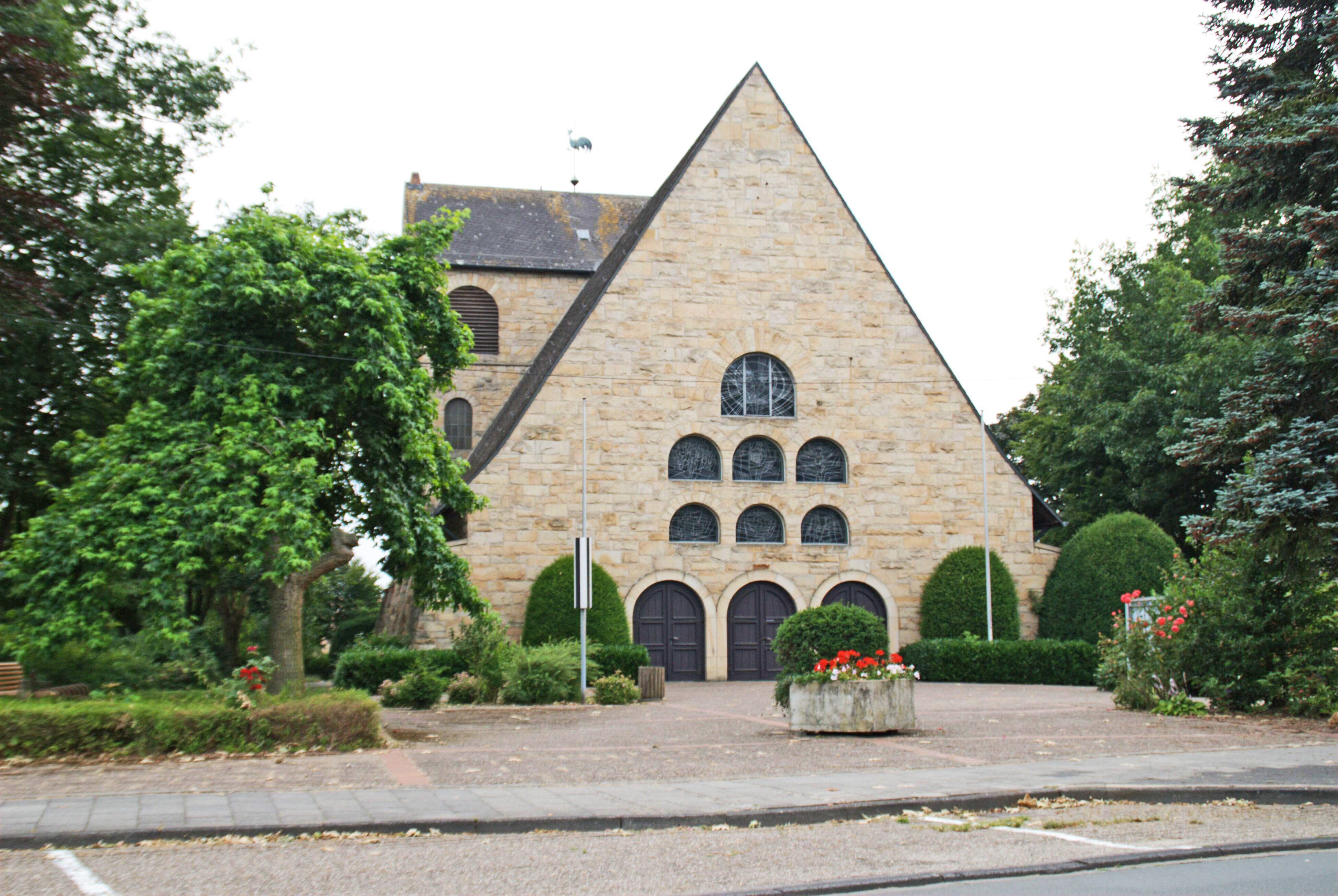

بوسلبورن (بالألمانية: Püsselbüren) هي حي في مدينة إبنبورن. تقع عند الطرف الغربي للمدينة الواقعة في قلب بلاد تكلنبورغ في قضاء شتاينفورت بألمانيا. يبلغ عدد سكان بوسلبورن 4709 نسمة  وهي بذلك الحي الرابع من حيث عدد السكان بعد قلب المدينة ولاغنبك وبكرادن.
1. ↑  مُعرِّف مكان في موقع "أرش إنفورم" (archINFORM): 47300. مذكور في: أرش إنفورم. الوصول: 17 ديسمبر 2018. لغة العمل أو لغة الاسم: الألمانية.
2. ↑  إحصاءات السكان (31 آذار 2010)  نسخة محفوظة 19 يوليو 2011 على موقع واي باك مشين.